# Rupa, Matulji
Rupa je naselje na Hrvaškem, ki upravno spada pod občino Matulji; le-ta pa spada pod Primorsko-goransko županijo.
Tik ob naselju je mejni prehod za mednarodni promet Rupa na hrvaški strani, medtem ko na slovenski strani stoji mejni prehod Jelšane. Z vstopom Hrvaške 1. Januarja 2023 v skupno schengensko območje je mejna kontrola po 32. letih ukinjena.
Od mejnega prehoda vodi avtocesta A7, tako imenovana »Kvarnerska avtocesta«, proti Reki in naprej do mostu na otok Krk.

## Demografija
| Pregled števila prebivalcev po letih | Pregled števila prebivalcev po letih | Pregled števila prebivalcev po letih | Pregled števila prebivalcev po letih | Pregled števila prebivalcev po letih | Pregled števila prebivalcev po letih | Pregled števila prebivalcev po letih | Pregled števila prebivalcev po letih | Pregled števila prebivalcev po letih | Pregled števila prebivalcev po letih | Pregled števila prebivalcev po letih | Pregled števila prebivalcev po letih | Pregled števila prebivalcev po letih | Pregled števila prebivalcev po letih | Pregled števila prebivalcev po letih |
| ------------------------------------ | ------------------------------------ | ------------------------------------ | ------------------------------------ | ------------------------------------ | ------------------------------------ | ------------------------------------ | ------------------------------------ | ------------------------------------ | ------------------------------------ | ------------------------------------ | ------------------------------------ | ------------------------------------ | ------------------------------------ | ------------------------------------ |
| 1857                                 | 1869                                 | 1880                                 | 1890                                 | 1900                                 | 1910                                 | 1921                                 | 1931                                 | 1948                                 | 1953                                 | 1961                                 | 1971                                 | 1981                                 | 1991                                 | 2001                                 |
| 316                                  | 291                                  | 287                                  | 290                                  | 308                                  | 314                                  | 332                                  | 307                                  | 296                                  | 261                                  | 249                                  | 285                                  | 283                                  | 306                                  | 310                                  |